# Gentle Art of Music
Gentle Art of Music ist ein deutsches Musiklabel aus Freising, das nach eigener Aussage für „hochwertige Musik im Bereich Rock, Artrock/Progressive, Metal“ steht.

## Geschichte
Das Label wurde 2010 von den RPWL-Mitgliedern Jürgen „Yogi“ Lang und Karlheinz „Kalle“ Wallner gegründet. Das RPWL-Album The Gentle Art of Music, das anlässlich des zehnjährigen Bestehens der Band veröffentlicht wurde, war das erste beim gleichnamigen Label erscheinende. Der Vertrieb erfolgt über Soulfood.

## Künstler
Neben RPWL sowie den Soloprojekten der Bandmitglieder Kalle Wallner (Blind Ego) und Yogi Lang (Yogi Lang & Band) stehen weitere Bands unter Vertrag. Dazu gehören u. a. Frequency Drift, Panzerballett, Parzivals Eye, Sylvan, Violet District und Ally the Fiddle.